# 23-й Конгресс США
Два́дцать тре́тий Конгре́сс США — заседание Конгресса США, действовавшее в Вашингтоне с 4 марта 1833 года по 4 марта 1835 года в период пятого и шестого года президентства Эндрю Джексона. Сенат имел национально-республиканское большинство, в то время как Палата представителей — демократическое. Распределение мест в Палате представителей было основано на пятой переписи населения Соединённых Штатов в 1830 году.

## Важные события
- 4 марта 1833 года — вторая президентская инаугурация Эндрю Джексона
- 12 августа 1833 года — Чикаго получил статус города
- 28 марта 1834 года — Сенат осудил президента Джексона за отказ от финансирования Второго банка Соединённых Штатов
- 30 января 1835 года — Ричард Лоуренс безуспешно пытался убить президента Джексона в Капитолии США — данное событие было первым покушением на президента США[1]

## Ключевые законы
- Монетный акт США 1834 года (1834)

## Членство

### Сенат
| Начало | 45 | 3 | 25 | 19 | 1 |
| Конец  | 48 | 0 | 26 | 20 | 2 |

### Палата представителей
| Период | Всего | Вакантно | Партии                 | Партии                              | Партии               | Партии                | Партии |
| Период | Всего | Вакантно | Демократическая партия | Национальная республиканская партия | Антимасонская партия | Партия нуллификаторов |        |
| ------ | ----- | -------- | ---------------------- | ----------------------------------- | -------------------- | --------------------- | ------ |
| Начало | 239   | 1        | 145                    | 60                                  | 25                   | 9                     |        |
| Конец  | 238   | 2        | 143                    | 62                                  | 25                   | 8                     |        |